# 雨

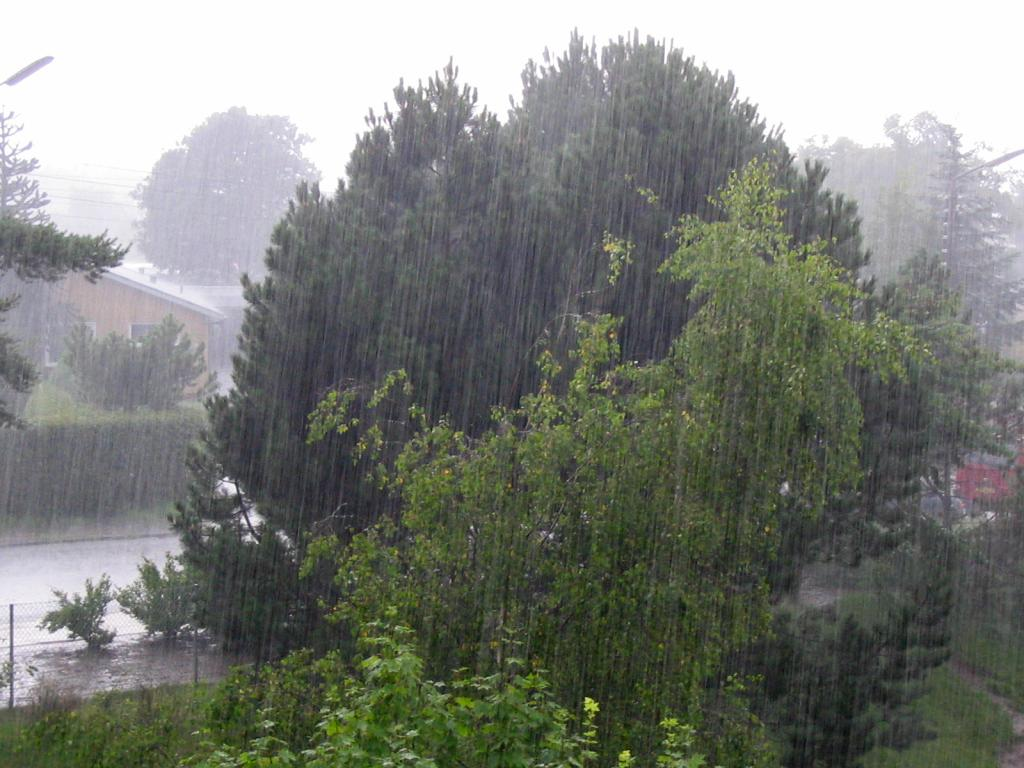
降雨

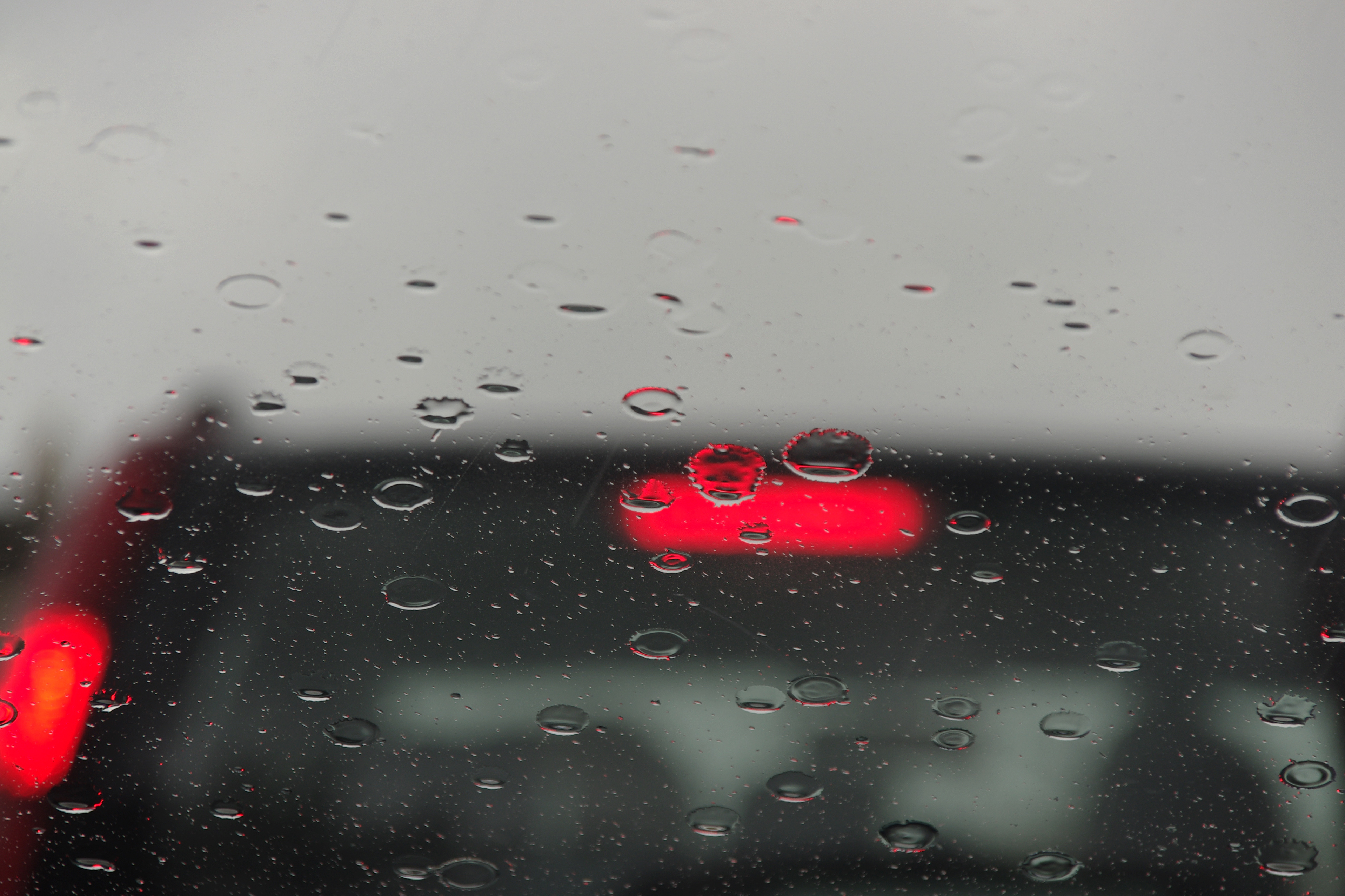
車の窓ガラスに付いた雨粒

雨（あめ、英語: rain）とは、大気から水の滴が落下する現象で、降水現象および天気の一種。また、落下する水滴そのもの（雨粒）を指すこともある。大気に含まれる水蒸気が源であり、冷却されて凝結した微小な水滴が雲を形成、雲の中で水滴が成長し、やがて重力により落下してくるもの。ただし、成長の過程で一旦凝固し氷晶を経て再び融解するものもある。地球上の水循環を構成する最大の淡水供給源で、生態系に多岐にわたり関与する他、農業や水力発電などを通して人類の生活にも関与している。

## 雨の形成

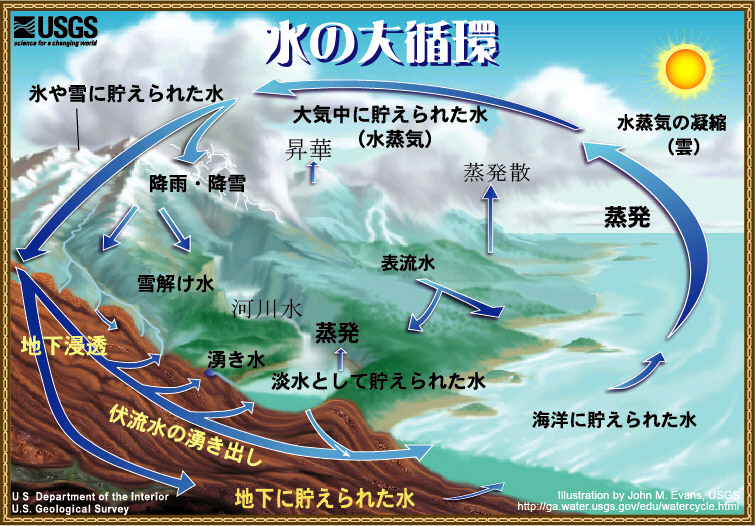
水循環

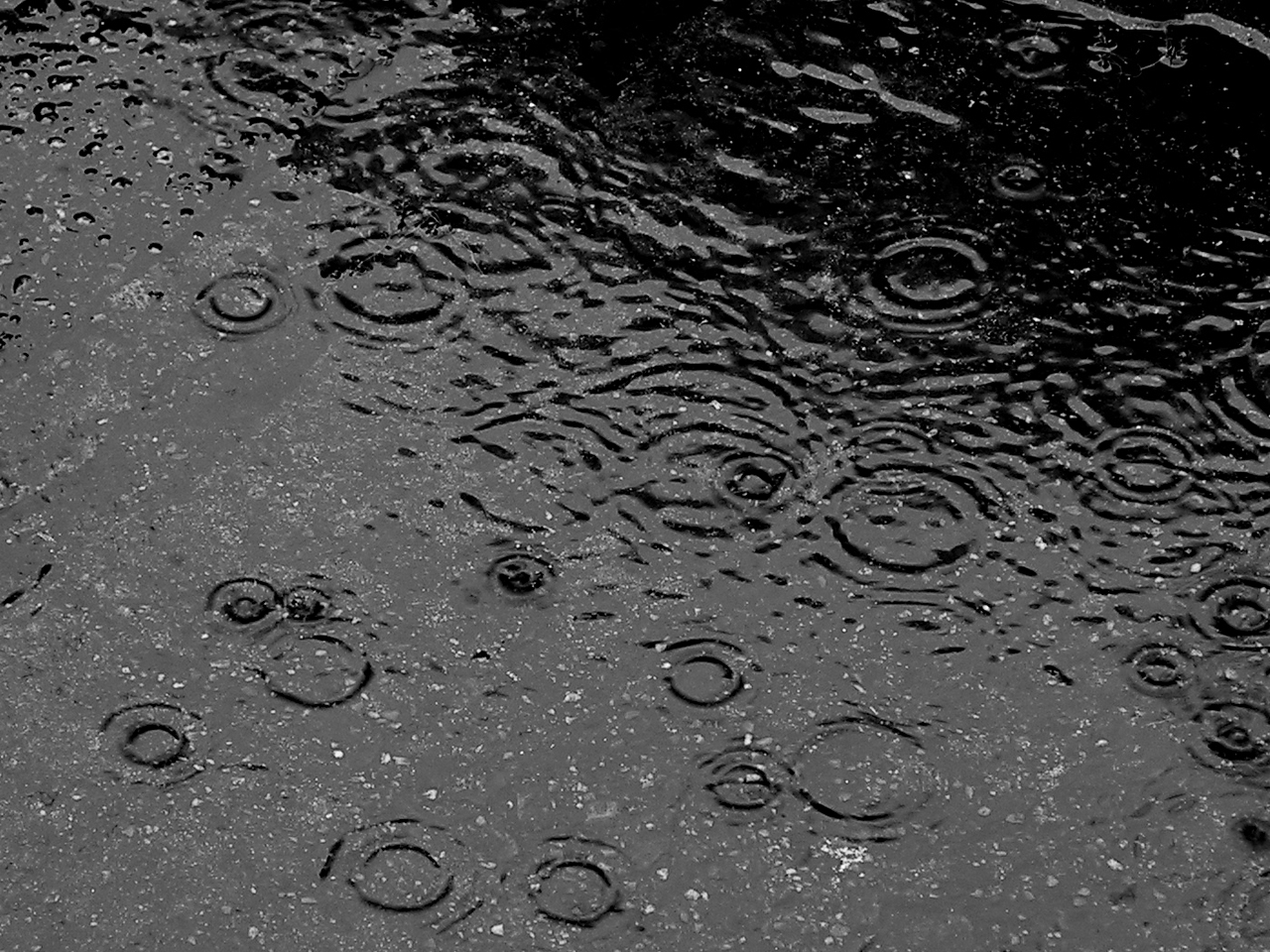
アスファルト上に降り水紋を作る雨

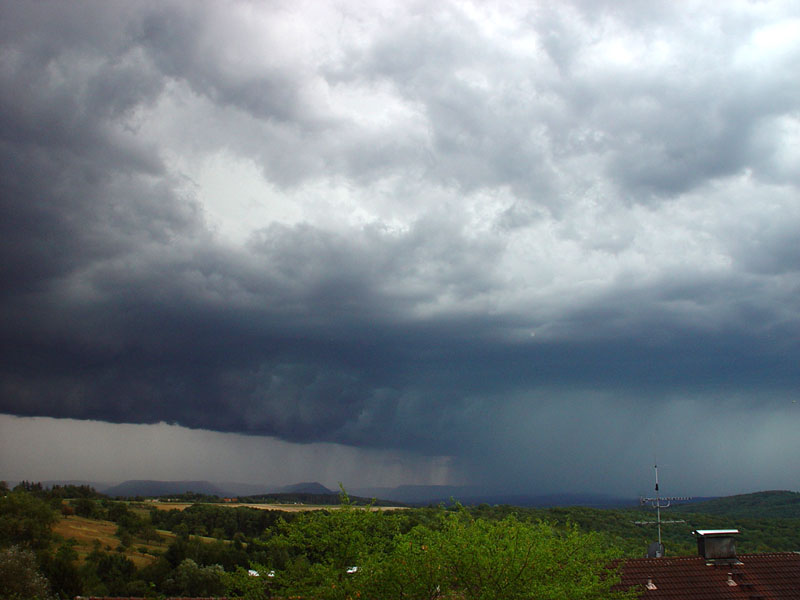
移動する雨雲と雨筋

### 水蒸気から雲へ
地球の大気（空気）は、場所により量が異なるが、水蒸気を含んでいる。この水蒸気は、海や湖の表面、地からの蒸発、植物からの蒸散などを通して供給されるものである。
空気中の水蒸気の量を表す身近な指標として相対湿度があり、通常は単に湿度と呼ぶ。相対湿度とは、空気がある温度（気温）であるときに含むことができる水蒸気の最大量（飽和水蒸気量）を100%とし、実際に含まれている量を最大量に対する割合で表したものである。例えば、気温25℃・相対湿度50%の空気には、1m3（=1000リットル）あたり11.4gの水蒸気が含まれる。
空気の相対湿度が増して100%に達することを飽和という。空気は、何らかの要因によって冷やされることで飽和する。飽和した空気では、水蒸気が凝結して微小な水滴を形成する。これが雲である。
先の例に挙げた、25℃・相対湿度50%の空気1m3を考える。この空気には11.4gの水蒸気が含まれる。これを10℃まで冷却すると、10℃の飽和水蒸気量は9.3g/m3なので、11.4 - 9.3 = 2.1g分が凝結し水滴となることが分かる。
空気を冷却して飽和させるプロセスは、主に断熱膨張による冷却である。断熱膨張とは、上空へいくほど気圧が低いため、空気が持ち上げられて気圧が下がると膨張し、同時に冷却されることを言う。大気の対流、気団同士の衝突（前線）などの大気の大規模な運動、また気流が山にぶつかったりするような物理的障害によって起こる。このほかには、例えば暖かい空気が冷たい海面に触れたり、空気が熱放射として宇宙に向かって赤外線を放射したり（冬の晴れた夜間に起こる放射冷却としてよく知られている）、降雨時の雨粒が蒸発の際に潜熱を奪い周りの空気を冷やしたりするプロセスがある。

### 凝結・暖かい雨
空気中での水滴の凝結は実際には、凝結核を介して行われる。球の形をする水滴には表面張力が働くが、水滴が小さいほど表面張力が強く核生成が安定しない。ある実験によれば、ほこりのない非常に清浄な空気中では、0℃のとき相対湿度が100%を超過（過飽和）してさらに430%まで達しなければ、水滴は自発的に形成されない。対して、通常の大気のように凝結核がある空気中では、エアロゾルの働きにより凝結が助けられるため、相対湿度は概ね101%を上回ることがない。雲の凝結核として働く主なエアロゾルには、燃焼ガスや火山ガスに由来する0.1-1µmの硫酸塩粒子、海のしぶきに由来する数µmの海塩粒子や、土壌由来の粒子、有機エアロゾルなどがある。
雲ができたての時の水滴（雲粒）の大きさは、半径1 - 20µm (0.001 - 0.02mm)程度である。これに対し、雨粒の平均的な大きさは半径1,000µm(1mm)である。なお、雲の中には1m3あたり1000万 - 数百億個の雲粒が存在する。半径1 - 10µm程度の初期の段階では、雲粒の表面にさらに水蒸気が凝結していくことにより通常でも数分ほどで10µm程度の大きさに成長する（凝結過程）。しかし、凝結による成長は粒径が大きくなるほど遅くなる。雲粒の平均を半径10µmだとして、半径100倍の1,000µmに成長するためには、体積にして100万倍、これを雲の中の平均的な水蒸気量の下で凝結だけで行うと約2週間かかると試算され、現実とはかけ離れている。実際には、10 - 30µm程度に達すると水滴同士の衝突により成長する（併合過程）。衝突併合による成長は粒径が大きいほど速いため、この段階では加速的に成長が進む。なお、海洋の積雲では、吸湿性の海塩粒子が豊富な事から大きな粒子がすぐに生成され、雲ができ始めてから20 - 30分程度で雨が降り出すことも珍しくない。
上記のように、一貫して液体のまま雨として降るプロセスを「暖かい雨」という。これに対し、途中で凍結して氷晶になり、再び融解して降るプロセスを「冷たい雨」という。日本で降る雨は、およそ8割が「冷たい雨」のプロセスによるものだと言われている。

### 氷晶・冷たい雨
気温が0℃を下回る冷たい空気の環境下で起こる。単体氷晶の形成としては、水蒸気が凝結核を介して凝結した水滴がさらに氷晶核の働きにより凍結し氷晶となるパターンと、水蒸気が氷晶核を介して昇華し直接氷晶を形成するパターン、さらに、氷晶同士の衝突などで生じる二次氷晶がある。
空気中では、気温が0℃を少し下回ったくらいでは水滴の凍結が始まらないことが多い。0℃以下で凍らない状態を過冷却と言う。凍結核は、水滴に衝突することによる衝撃や、水滴に溶け出すことによる化学的効果などを通して、概ね-30℃以上の環境下で凍結を促す。-30℃以下の環境では、昇華による氷晶の形成が起こる。また、-40℃以下の環境では、凍結核がない場合でも純水の均質核生成により水滴が凍結する。
雲の中で一部の水滴が凍って氷晶になり始めると、周囲に存在する過冷却の水滴は蒸発して氷晶の表面に昇華するため、急速に成長する。例えば直径10µmの氷晶は、同じ大きさの水滴に比べて10倍の速度で成長する。氷晶は成長過程で分化し、結晶が集まった雪片になるものと、主に積乱雲の中で生じるが丸みを帯びた氷の粒（霰や雹）になるものに分かれる。
雪片や霰が落下する途中で、0℃より高い空気の層に達すると融け始め、完全に融けると液体の雨粒となる。融けきれない場合は雪となる。雪は落下途中で昇華（気化）しながら昇華熱を放出するため、2 - 3℃程度では雪の形状を保ったまま降ることがある。雪になるか雨になるか、あるいは雪と雨が混合する霙になるかは、気温と相対湿度により決まる（雪#雪・霙・雨の境目、雪の目安も参照）。
またごく稀に、冷たい雨の成立する環境下で上空に0℃以上の逆転層が存在する時、落下中は液体（過冷却）であるものの着地時に凍結して氷の層（雨氷）を形成する、着氷性の霧というものも存在する。

### 雲から雨へ

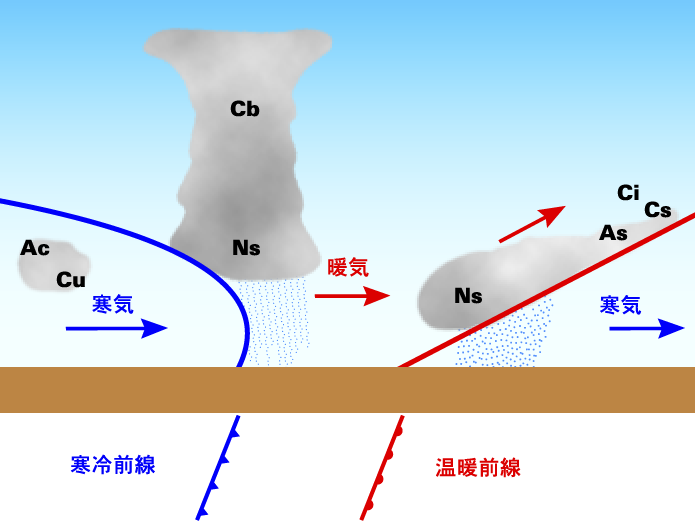
寒冷前線（左）と温暖前線（右）による雨の模式図

なお、雲の段階で水滴が落ちてこないのは、落下速度が遅いからである。半径1 - 10µmのオーダーの水滴の終端速度は1cm/sに満たないが、雲の中ではこれを優に上回る速度の上昇気流が普通に存在するため、浮かんでいるように見える。一方、水滴が半径1mm(直径2mm)のときの終端速度は7m/sに達し、上昇気流を振り切って落下する。短い場合、特に海洋上で発生する積雲の場合、雲ができ始めてから最短15 - 20分程度で雨が降り出す場合がある。また熱帯地方の「暖かい雨」の場合も、30分 - 1時間程度で雨が降り出す。ただ、これらより長く滞留して降る雨も少なくない。
主に雨を降らせる雲は、十種雲形において層雲、乱層雲、積乱雲に分類される雲である。層雲は地上に近いところにでき、弱く変化の少ない雨を降らせることが多い。乱層雲は灰色を呈し風により変化に富む形状をする雲で、雨を降らせる代表的な雲である。積乱雲は上空高くもくもくと盛り上がる雲で、乱層雲よりも激しく変化の大きい雨を降らせ、しばしば雷や雹を伴う。
雨雲の下端（雲底）の高さは実にさまざまだが平均的には約500m - 2,000m程度で、多くの雨粒はこの距離を落下してくる。周囲の空気が乾燥していると、雨は落下する途中で蒸発してしまう。このときには、雲の下に筋状の雨跡を見ることができ、これを降水条や尾流雲と呼ぶ。

## 雨の降り方

### 降水型
雨は、雲を生じさせる要因によりいくつかの降水型に分類できる。
- 対流性降雨 - 不安定成層をした大気において生じる対流性の雲から降る雨[5]。
- 地形性降雨 - 山のような地形の起伏により気流が強制的に上昇させられて生じる雲から降る雨[5]。
- 前線性降雨 - 温暖前線や寒冷前線の前線面で気流が上昇して生じる雲から降る雨。温暖前線は広い地域にしとしとと降り、寒冷前線は局地的に強く降る、という傾向がある[3]。
- 低気圧性降雨（収束性降雨） - 台風や低気圧のもとで下層の空気が集まり収束して生じる雲から降る雨[5][3]。

### 世界の気候と雨

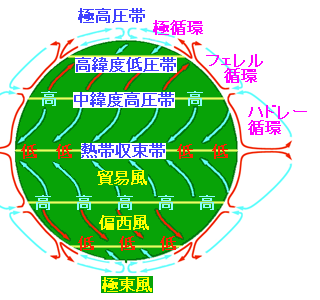
大気循環の模式図。降水量のピークは熱帯収束帯と高緯度低圧帯（亜寒帯低圧帯）にある。

世界では地域によって、雨の降り方は全くと言っていいほど異なる。極端な例では、1分間に30mmあるいは1日に1,500mmもの豪雨が降る地域がある一方、1年に1mmも雨が降らない地域も存在する。おおまかな傾向として、高緯度地域よりも低緯度緯度の方が雨が多く、また大陸では内陸部よりも沿岸部の方が雨が多く、気温の高さや水の供給源からの近さが影響を与えている。しかし、緯度と雨量は単純に対応しているわけではない。地球を南北に見ると雨量の多い地域は2つあり、1つは暖気が上昇し続ける赤道付近の熱帯、もう1つは寒気と暖気がせめぎ合う中緯度の温帯・亜寒帯である。
世界の年間降水量（雪を含む）を平均すると、陸上では約850mm、海洋では約1250mm、地表平均では約1100mmと推定されている。古い資料では世界平均で800mm程度とされていることがあるが、新しい調査で海洋のデータが判明したことで値は上方修正されている。
熱帯雨林気候を呈する赤道付近では、貿易風が収束する熱帯収束帯で積乱雲が発達しやすく、対流性の強い雨が毎日のように降る。温帯湿潤気候・亜寒帯湿潤気候を呈する中緯度では、亜寒帯低圧帯に沿い前線や低気圧の活動が活発であり、層状性の雲から広く雨や雪が降る一方、寒暖差が大きいため対流性の雨も降る。特に亜熱帯や温帯の地域では、1時間雨量の最大値は熱帯とほぼ変わらない。
一方、熱帯と温帯に挟まれた乾燥帯の地域は亜熱帯高圧帯に覆われ気流が発散し、雲ができにくいため雨が少ない。ただし、この緯度にあってもアジア・アフリカ・北米・南米の大陸東岸では海洋性の高気圧からの南寄り（北半球の場合。南半球では北寄り）の辺縁流や暖流の影響で湿潤となり、年間を通して雨が多い温暖湿潤気候となる。
これらの気圧帯は季節変化に伴い南北に移動する。これにより、季節により雨量が著しく変化する地域がある。乾燥帯寄りの熱帯に位置するサバナ気候や熱帯モンスーン気候の地域では、雨季と乾季が明瞭に現れ、年間雨量の9割が雨季に集中する。一方、ヨーロッパの地中海沿いは夏に高圧帯、冬に低圧帯に入るため冬に雨が多く夏に乾燥する地中海性気候となる。

### 災害
雨量は季節や年により変動し、少な過ぎても多過ぎても災害となりうる。大雨（集中豪雨）や長期間の雨による災害には、家屋の流失や田畑の冠水をもたらす洪水、地すべり、がけ崩れなどがある。少雨による災害には、水不足や旱魃などがある。

### 雨の強さ
雨の強さは一定時間に降る雨の量（雨量、うりょう）で表し、その深さをミリメートル(mm)で表現する。通常用いるのは1時間の雨量（時間雨量）だが、短時間の降雨の強さを表すために10分間雨量などを用いることもある。なお、雪や霰などの雨以外による降水も含めた場合は降水量と言う。
日本では、気象庁は予報や防災情報に次のような雨の強さの表現を用いる。
| 表現           | 定義 （1時間雨量） | イメージ                                       | 周囲の様子や影響 |
| -------------- | ------------------ | ---------------------------------------------- | --- |
| やや強い雨     | 10mm以上 20mm未満  | ザーザーと降る。                               | 雨の音で話し声が良く聞き取れない。地面一面に水たまりができる。 |
| 強い雨         | 20mm以上 30mm未満  | 土砂降り。                                     | 傘をさしていても濡れる。車のワイパーを速くしても前が見づらい。側溝や下水道、小さな川があふれ、小規模のがけ崩れが始まる。 |
| 激しい雨       | 30mm以上 50mm未満  | バケツをひっくり返したように降る。             | 道路が川のようになる。車のスピードが速いとブレーキが効かなくなる（ハイドロプレーニング現象）。山崩れ・崖崩れが起きやすくなり、危険な場所では避難の準備が必要。都市では下水管から雨水があふれる。                                   |
| 非常に激しい雨 | 50mm以上 80mm未満  | 滝のように降る。ゴーゴーと降り続く             | 傘は全く役に立たなくなる。水しぶきであたり一面が白っぽくなり、視界が悪くなる。車の運転は危険とされる。多くの災害が発生する。都市部では地下室や地下街に雨水が流れ込む場合がある。マンホールから水が噴出する。土石流が起こりやすい。 |
| 猛烈な雨       | 80mm以上           | 息苦しくなるような圧迫感がある。恐怖を感じる。 | 雨による大規模な災害の発生するおそれが強く、厳重な警戒が必要。 |

また、「大雨」は災害の恐れのあるような雨を指して用いる。一方、1時間に3mm未満の強さの雨を「小雨」、数時間続いても1mm未満の強さの雨を「弱い雨」と表現することがある。3mm以上10mm未満の雨については特別な表現は定められていない。

## 雨の性質

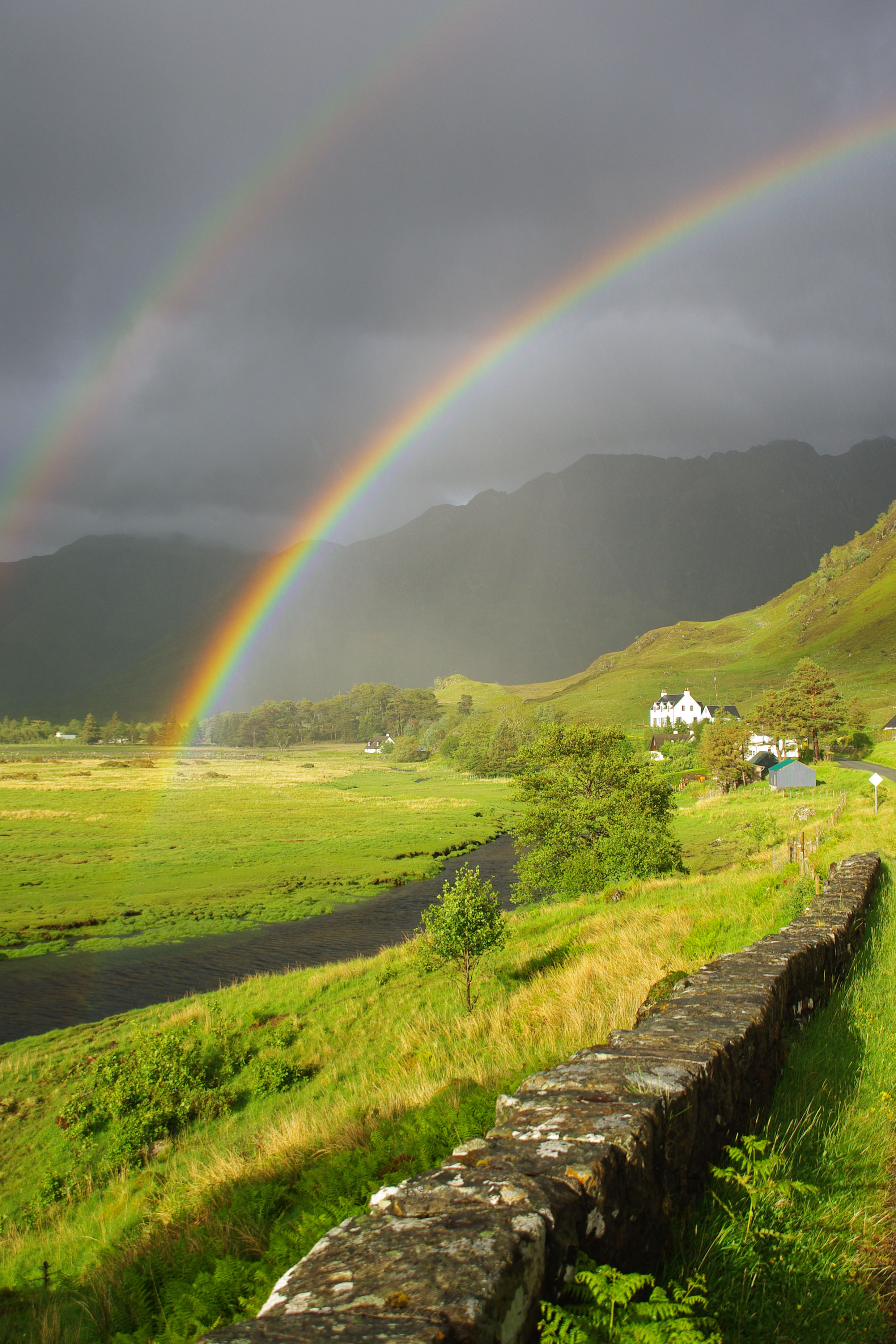
虹

雨粒の形状

### 雨粒
落下する雨の水滴を雨粒（あまつぶ）といい、雨滴（うてき）ともいう。雨水が軒などから落ちるのは雨垂れ(あまだれ)、雨だれが落ちて打ち当るところを雨垂落(あまだれおち)という。なお、雨によるものではないが、濃霧の時、森林の中で霧の微小な水滴が枝葉につき、大粒の水滴となって雨のように降り落ちる現象を樹雨(きさめ、きあめ)という。
雨粒の温度は、概ね気温より冷たい傾向にあるが、落下してくる大気の気温や湿度に左右される。地表においては、おおよそ湿球温度に近い温度になると考えられている。
雨粒は太陽光を反射分光し、虹を作ることがある。

### 雨粒の大きさと形状
雨粒の大きさは、通常は直径1mm前後で、概ね直径0.2 - 6mmの範囲内にある。小さなものほど落下速度が小さく、特に直径0.5mm未満の雨粒が一様に降る状態の雨を霧雨（きりさめ）といい、ほとんど浮遊しているように見えるとされる。一方、直径6mmを超えるような大きな雨粒は分裂しやすく観測されにくい。
雨が降ってくるとき、雨粒の密度は、1m3あたり10個 - 1,000個程度である。雨粒の大きさと密度の関係は、「マーシャル・パルマーの粒径分布」として表せる（マーシャルおよびパルマー、1947年）。実際には全ての場合に適用できる訳ではないが、大きな粒ほど密度が低い、おおよそ指数関数的な分布になっている。
雨粒の落下速度は、雨粒の大きさにほぼ比例する。相当半径0.1mm（直径0.2mm）では終端速度70cm/s、0.5mm（直径1mm）では4m/s、1mm（直径2mm）では6.5m/sである。2mm（直径4mm）では9m/sに達するがこれより大きくなっても速度はほとんど変わらず、約9m/sが最大値である。
雨粒が空気中を落下するとき、雨粒が半径1mm（直径2mm）より小さい場合は、表面張力のためにほぼ球形をしている。これより大きくなると、表面張力が小さくなる代わりに空気抵抗が増し、雨粒の底面が平らなまんじゅうのような形状となるうえ、落下時に振動し始めて不安定となり、分裂しやすくなる。大きくなるほど壊れやすいため、実際に地上で観測されている雨粒は、最大でも直径8mm程度までである。
雨がしばしば涙滴形で描かれているのは、木の葉の先から露が落ちるときや、窓ガラスを伝う水滴が涙形をしているためである。1951年に北海道大学の孫野長治博士が空中を落下する雨粒の写真撮影に成功し、「まんじゅう形」を世界で初めて確認した。

### 雨水の化学成分
雨水は大部分が水であるが、微量の不純物を含んでいる。不純物の量は、雨水1リットル中に数mg - 数十mgのオーダーである。不純物の濃度は、雨の降り始めに濃い傾向があり、降り続くに従い、また雨量が増えるに従い薄くなっていく。また、季節や場所により大きく変動し、工業地帯では濃度が高い。
不純物の成分は煤などの燃焼由来の有機物、硫黄酸化物（硫酸）、窒素酸化物、塩素、ナトリウム、土壌由来の成分などで、重金属類が含まれることもある。これらは雲が発生する際（レインアウト）、あるいは雨となって地上に落ちてくる際（ウォッシュアウト）、周囲の空気から取り込まれる。降水量の多い日本では、大気中から地表への沈着物質の6 - 7割が雨による湿性沈着だと考えられている。
また核実験の後などには、雨水中に放射性物質が含まれることがある。
雨水中の水を構成する水素や酸素の同位体比は、海水に比べるとやや軽い同位体の比率が高く、大気中の水蒸気と比べるとやや重い同位体の比率が高い。また、気温が低いほど、緯度が低いほど、標高が高いほど、海岸から離れるほど、それぞれ同位体比は低くなる。
雨自体に臭いはないが、雷により産生されるオゾン、湿度が上昇することによって粘土から出されるペトリコールや、土壌中の細菌が出すゲオスミンが雨が降るときの臭いの元だと言われている。
通常でも雨水は大気中の二酸化炭素を吸収するため、pH（水素イオン指数）は6前後とやや酸性を示す。雨が硫黄酸化物や窒素酸化物などを大気中から取り込み、強い酸性を示すものもある。一方、土壌や燃焼に由来するアンモニウムやカルシウム成分を取り込み、pHが中和されることもある。中国東部では、石炭資源が豊富なためその利用により硫黄酸化物が大量に排出されると同時に土壌から黄砂などに由来するアンモニウムやカルシウムが排出され、汚染のポテンシャル自体が高い割に酸性雨の被害は顕著ではない。大気中の二酸化炭素濃度を考慮した平衡状態がpH5.6であることから、この値以下のものを酸性雨と呼ぶが、pH5.0以下とする定義もある。

### 特異な雨
通常とは違い、異物を含んだ雨、色の付いた雨が降ることがあり、俗に怪雨（かいう）と呼ばれる。
黄砂などの土壌由来の成分（砂や泥）や火山灰を含み、黄色や赤色を呈する雨が降ることがあり、泥雨（でいう）と呼ばれる。また赤色の場合は血雨（けつう）とも呼ばれる。工業地帯の煤煙を含んだ雨は黒雨（こくう）と呼ばれる。
特殊な例として、雨と一緒に魚やカエル、穀物、木の実が降るような現象が世界各地で報告されており、"falls from the skies"の頭字語でファフロツキーズと呼ばれる。
核攻撃や核実験が行われた場所では、放射性降下物を含む黒い雨が降った例がある。1945年8月6日、広島市への原子爆弾投下の後、高レベルの放射能を持つ黒い雨が降った。この雨は触れただけで放射線障害の原因となり、二次被曝を引き起こした。核爆発により放出される大量の熱やその後の市街地の火災が上昇気流を起こし、大量の粉塵が混じったことで黒色を呈した。長崎市への原子爆弾投下後においても、黒い雨が降っている。

## 観測・報告

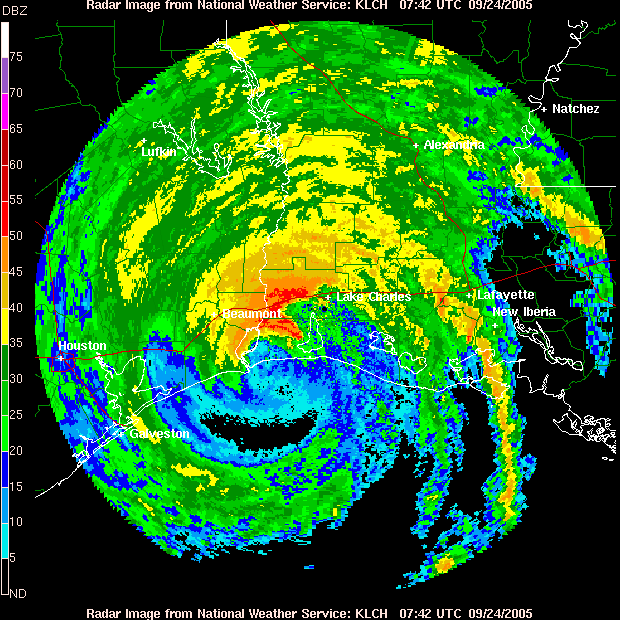
ハリケーン・リタのレーダー画像。赤いところほど雨が強い

### 観測機器
雨の観測は主に雨量計や気象レーダーにより行われる。雨量計は標準化されており、日本では直径20cmの円筒形の器具が最も用いられている。雨量計は地点ごとの正確な雨量が分かるが、雨量は地域により大きく偏ることがあり雨量計だけでは雨の全体像を把握できない。一方、気象レーダーは面的に雨の強さの分布が分かるが、雨粒の大きさを測定できないため実際の雨量と大きな誤差が出てしまう。防災面では、両者の欠点を補うため雨量計やレーダーの情報を組み合わせてコンピューター処理した上で活用する。
日本の場合、防災を目的に気象庁のアメダス雨量計が国内約1,300か所に設置されている。また気象庁の気象レーダーは20か所に設置され、国内ほぼ全域をカバーしている。このほか国土交通省、都道府県、鉄道会社、電力会社などが、独自の雨量計やレーダーなどを保有している。
雨の観測の歴史は古く、最古のものとしては紀元前4世紀、マウリヤ朝時代の古代インドで行われた観測記録がカウティリヤの著書に記されている。15世紀、李氏朝鮮では世宗が銅製の計器を用いて観測を行わせたとされる。中国でも15世紀に観測が行われた。ヨーロッパでは、17世紀に雨量計が考案され、ロバート・フックが行った観測記録などが残っている。日本では、18世紀初めに徳川吉宗が雨量を観測させたとされるが、記録自体は残っていない。
連続した雨量の観測記録の中でもっとも古く信頼できるものは、イギリス・ロンドン郊外のキューにおけるもので、1697年からの記録がある。このデータは、気候変動を論じる上で、降水量の長期変動を示す資料として引用されている。また日本では、1875年6月1日（気象記念日）に当時東京気象台で雨量の観測が始まった。

#### 気象レーダー
| 配色    | 雨の強さ （1時間雨量相当） |
| ------- | -------------------------- |
| #f2f2ff | 0 - 1                      |
| #a0d2ff | 1 - 5                      |
| #218cff | 5 - 10                     |
| #0041ff | 10 - 20                    |
| #faf500 | 20 - 30                    |
| #ff9900 | 30 - 50                    |
| #ff2800 | 50 - 80                    |
| #b40068 | 80以上                     |

気象レーダーは、波長5 - 10cmの電波（マイクロ波）を放射して雨粒からの反射を検知し、半径およそ300 - 500kmの領域内の降雨分布を調べるものである。レーダー電波の反射強度は、雨粒の直径の6乗と大気中の個数（密度）の積で表される。同程度の雨量でも雨粒の大きさが異なるために誤差が生じることがあり、レーダーのみで正確な雨量は求められないため、雨量計の観測値と比較することで補正が行われている。
気象レーダーのデータは様々なウェブサイトやスマートフォン等向けアプリで提供されていて、自分の現在地周辺の雨の様子をリアルタイムに把握することが可能になってきている。
例えば気象庁の降雨レーダー解析・予報である「高解像度降水ナウキャスト」「今後の雨」およびアメダスの観測雨量のページでは、右の（表1）の配色を使用している。青から緑、黄、赤系と順に強い雨となる配色を採用するアプリがあるなど、相対的に弱い雨は寒色、相対的に強い雨は暖色で表現される例が多い。
なお、雪が融けて雨に変わりつつあるとき、電波が屈折してしまうためその高度のレーダー反射は強くなる。これをブライトバンドという。
また、降水粒子（雨や雪など）以外の物体が捉えられレーダー画像に映ることがあり、総称して非降水エコーという。山や建物、海の波やしぶき（特に強風時）、航空機や風力発電機（風車）、鳥や昆虫などの小動物、大気の電波屈折率のゆらぎなどが非降水エコーの原因となる。

#### 気象衛星
実用投入されている気象衛星は赤外線により雲の観測を行うもので、雨の直接観測は行っていない。衛星による雨の直接観測が可能となったのは1990年代であり、熱帯降雨観測衛星(TRMM)は熱帯の雨の観測を行った。その後、国際的な協力により複数の衛星による全球降水観測計画(GPM)が展開されている。

### 報告
観測記録や通報では、直径0.5mm以上の水滴が降る場合を「雨」と呼び、直径0.5mm未満の水滴が一様に降るものは「霧雨」として区別する。さらに、対流性の雲（積雲、積乱雲）から降る雨は「驟雨」、過冷却水滴の雨は「着氷性の雨」として区別する。
国際気象通報式では、観測時に降っているか止んでいるか、雪・霰・雹を伴うかどうか、雷を伴う否か、雨の3段階強度や雷の3段階強度などの組み合わせで区分される天気から選択して報告する。強度の3区分は、時間雨量3mm未満で弱い雨、3mm以上15mm未満で並の雨、15mm以上で強い雨。雨を表す基本の記号は。
ラジオ気象通報などの日本式天気図では、観測時に雨が降っている場合に天気を「雨」とする。天気記号は（）。ただし、時間雨量に換算して15mm以上の強度で雨が降る場合は「雨強し」（ツ）、対流性の雲から降る雨（驟雨）は「にわか雨」に分類する。また、霰や雹、雷を伴う場合はそちらを優先して報告する。
航空気象の通報式では「降水現象」の欄のRAが雨を表す略号。強度を表す付加記号、驟雨や着氷性の雨を表す略号もある。

## 水循環と水資源

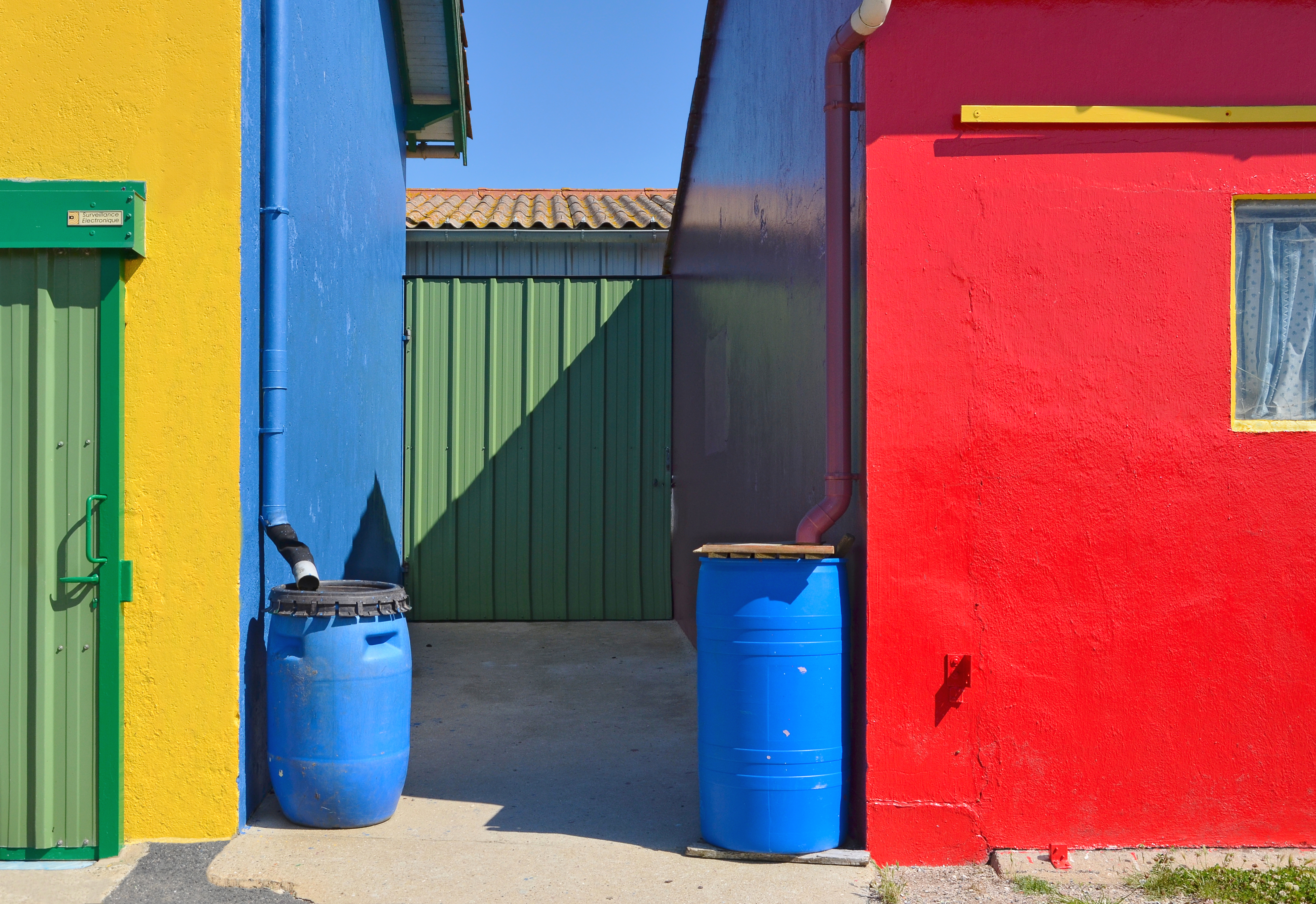
雨どいと雨水タンク、フランスにて

地球の水循環の中で、雲あるいは水蒸気として大気中に含まれる水は約13×1015kg、また年間の降水総量は重量にして約400×1015kg、高さにして平均800mmと見積もられており、約10日間で入れ替わることに相当する。なお、降水のうち陸地に降るのは4分の1で、残りの4分の3は海洋に降っている。ただし、陸域では降った雨のうち速やかに地表を流れるのは1割で、残りの9割は一旦地下に浸透して地下水に転じ、数か月から数百年をかけてゆっくりと湧出する。

### 自然環境
生物にとって雨は、生存に必要不可欠な水、しかも飲用に適した淡水を供給するという重要な役割をもつ。地上に生息する生物の多くは、雨が集まってできた水辺、地面にしみ込んだ後湧き出す泉やそれらが合流してできる川から生存に必要な水を摂取する。人間においても同様であり、海水淡水化施設を利用している一部を除けば、世界の水道水はほぼ雨に由来する淡水を利用している。
また、雨が地形に及ぼす作用は大きい。雨水が地形を削る浸食作用や、土壌に浸透することで土質を変化させる作用がある。植生も雨に左右され、雨の多い地域では森林が発達し、農業生産が盛んである。
また、例えば雨で地面が濡れると地中からミミズが這い出てきて、それを狙って鳥が低空飛行するという風に、生物には雨が降るとき特有の生態も多々ある。

### 雨水の利用
人類は、工業用水や農業用水、飲料水の利用、水力発電など、産業や生活を通じて雨水を源とする水資源を利用している。
水力発電は雨水や雪解け水に由来する水の重力落下によって生じる運動エネルギーを電気として利用するものであり、海水の蒸発・雲の生成（凝結・凝固）・降雨といった自然のプロセスを復元力とした再生可能エネルギーである。
また雨水の直接利用として、庭先などで雨水を貯留し利用する雨水タンクなどもある。

### 人工降雨
雲の凝結や雲粒の成長を促して雨を増やす科学的な人工降雨は、1940年代に初めて試みられた。ドライアイスやヨウ化銀を氷晶核とする方法が広く用いられ、条件の整った雲であれば一定の成果が得られることが報告されている。しかし、1971年にアメリカがベトナム戦争において雨を増加させて補給を寸断させる作戦を計画したことを契機に、悪影響の側面が議論されることとなった。1976年には環境改変兵器禁止条約が採択（1978年発効）され、敵対国への気象改変技術の使用は禁止されている。

## 文化・生活

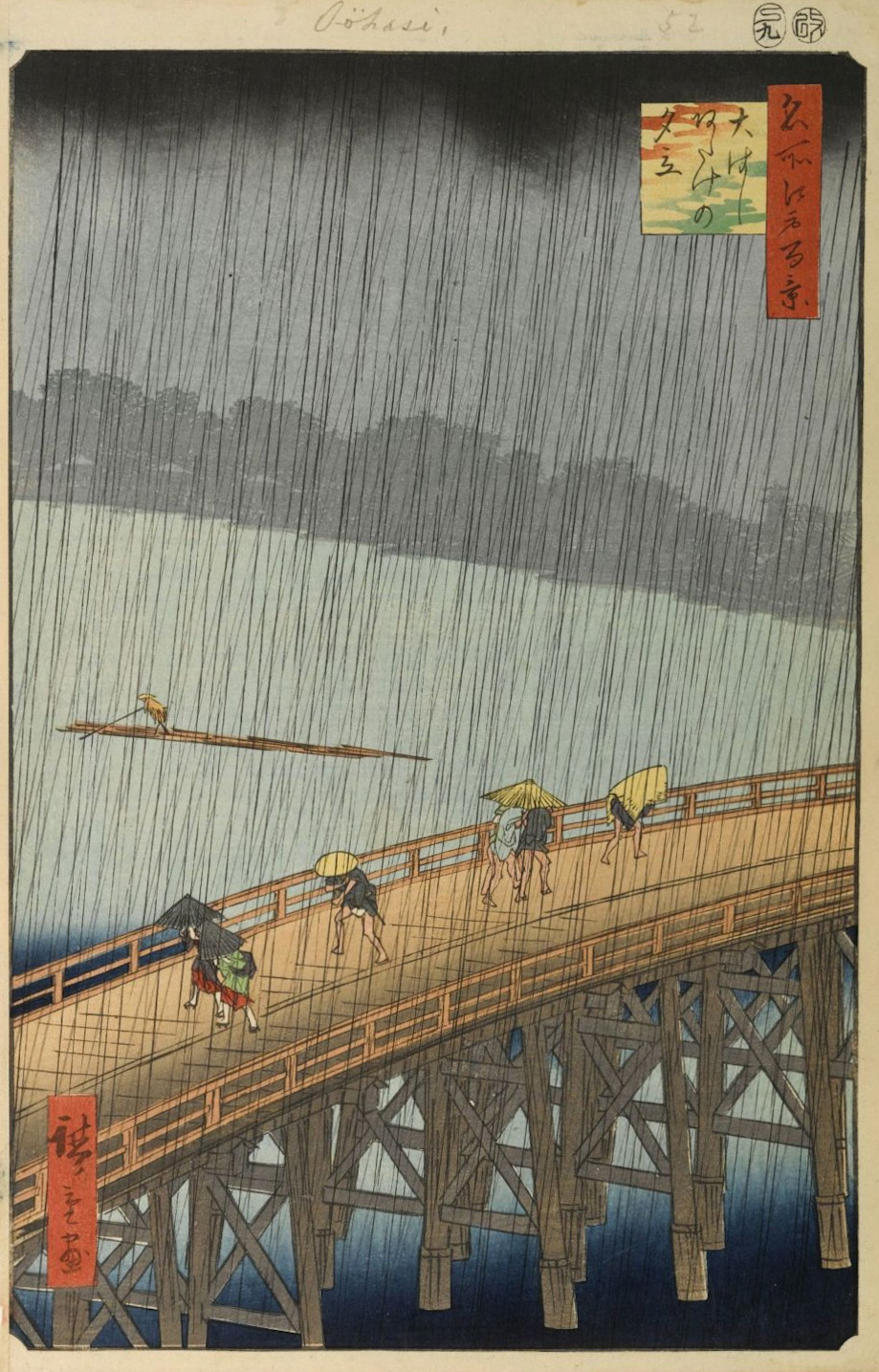
歌川広重『名所江戸百景』

雨の概念や雨に対する考え方は、その土地の気候によって様々なものがある。イギリス、ドイツ、フランスなど西洋の温暖な地域（西岸海洋性気候の地域）では「雨」を悲しいイメージで捉える傾向が強く、いくつかの童謡にもそれが表現されている。
一方、雨が少ないアフリカや中東、中央アジアの乾燥地帯などでは、雨が楽しいイメージ、喜ばしいものとして捉えられることが多く、雨が歓迎される。

### 民俗
古来より人は、恵みをもたらす半面災厄をもたらす雨を、崇拝すると同時に畏怖していたと考えられる。端的な例として、ノアの洪水のみならず、世界の破壊や創造をもたらす洪水神話は世界各地に存在する。洪水神話は、雨の破壊性と創造性の2つの面を象徴していると考えられる。
また、世界の多くの神話や伝承において雨は、至高神、天神、雷神の活動の結果としてもたらされると解釈されている。メソポタミア神話の天候神アダド、ヒッタイトの天候神テシュブ、フェニキアの嵐の神バアルは天候を支配し雨や洪水を司るとされ、神の怒りが洪水や干ばつの原因だとして恐れられた。ギリシア神話では、全能の神ゼウスが雷を武器として他の巨人や神々と戦う際に雨が降るとされた。インド神話では、王インドラが雷神でもあり、悪竜ブルトラを退治することで川に水を取り戻し、田畑を干ばつから救ったとされる。日本神話では、スサノオがヤマタノオロチを倒した際にその尾から出た天叢雲剣が雲を司る神器とされる。スサノオが高千穂峰に降りた天孫降臨の際には、雨と風がもたらされたと伝えられる。
さらに、天を父、大地を母とし、両者の交わりによって雨が降り大地に実りがもたらされるという、天父地母の信仰も広く見られる。
水辺に生息するカエルやヘビなどの動物はしばしば、水神や水神の化身や家来とされたり、雨とかかわりの深いものとされている。ヨーロッパでは、ある種の鳥や昆虫の活動を雨の前触れとする伝承が広く見られる。
雨と関わりの深い農耕や牧畜を行う民族・部族では「雨乞い」の習俗が存在する。雨への依存が大きいアフリカの農民や牧畜民では、雨乞いを行う雨乞師の社会的地位が高いという特徴がある。雨乞いの儀式には広く水や煙、鉦などが用いられるが、これは水が雨、煙が雲、鉦が雷鳴を象徴する類感呪術であると考えられている。一部では、特徴的な形状の自然物を「雨石」や「雨の葉」などの神聖な事物として祀る習俗もある。これに対し、長雨の終息を祈る「日乞い」の習俗も存在するが、雨乞いほど多くはない。
日本では、雨はそれ自体神格化されず、水神や龍神が司るものとされる。そして、神の出現の際には、神威の現れとして雨が降るとされる。これに通じるものとして、七夕などの節日や神社の祭礼の日には雨が降るという伝承も各地に伝わっている。田植えを終える目安とされる半夏生の日に降る雨を半夏雨と言い、田の神が天に昇るときの雨だとされている。また、歴史的に水田稲作が盛んであることから農民は雨に強い関心を抱いており、正月や節分における天気占いや雨乞いの儀礼が各地で行われてきた。
一方、大雨による洪水や山崩れを蛇身と化した水神のしわざだとする伝説や、激しい夕立や竜巻を龍神の昇天だとする伝承がある。そのほか、雨の夜には人魂や幽霊が現れやすいともされている。
雨は文化的モチーフにもなっている。季節を感じさせるものとして四季それぞれの雨に対する感性が大きく異なり、古来より雨は多くの文学や芸術のモチーフに叙情的に描かれ、江戸時代の浮世絵版画においては歌川広重が交差する線の表現など多様な雨の表現を開拓している。

### 雨による活動の制約
雨により、人間の活動が制限されることもある。雨の日に外出するときには、傘やレインコートなどの雨具を持参し身に付ける。野外で予定されていた行事が、雨天で中止になったり変更される例はよく見られる。ただし、「少雨決行」のように弱い雨の場合には雨天に関わらず行事が行われる場合がある。
なお、類人猿においてもこのようなことがあり、雨の日は活動が制約される。彼らは雨よけのために木の枝などを集めて傘や屋根のようなものを作ることが知られている。

### 雨の表現
日本は雨が多く四季の変化に富み、雨に関する語彙、雨の異名が豊富であるとされる。
雨の強さや降り方による表現
| 霧雨                 | 霧のように細かい雨。雨粒の大きさが0.5mm未満の雨（気象庁の定義）。                                                                                             |
| 小糠雨（糠雨）       | 糠のように非常に細かい雨粒が、音を立てずに静かに降るさま。 |
| 細雨                 | あまり強くない雨がしとしとと降り続くさま。 |
| 小雨                 | 弱い雨。あまり粒の大きくない雨が、それほど長くない時間降って止む雨。                                                                                          |
| 微雨                 | 急に降り出すが、あまり強くなくすぐに止み、濡れてもすぐ乾く程度の雨。                                                                                          |
| 時雨（しぐれ）       | あまり強くないが降ったり止んだりする雨。 特に晩秋から初冬にかけての、晴れていたかと思うとサアーッと降り、傘をさす間もなく青空が戻ってくるような通り雨を指す。 |
| 俄雨（にわかあめ）   | 降りだしてすぐに止む雨。降ったり止んだり、強さの変化が激しい雨。夏に降る俄雨は夕立、狐の嫁入り、天照雨などと呼ばれる。 肘かさ雨、驟雨（しゅうう）と同義。     |
| 地雨                 | あまり強くない雨が広範囲に一様に降るさま。俄雨に対し、しとしと降り続く雨で、勢いが急に変化するのは稀。                                                        |
| 村雨                 | 降りだしてすぐに止む雨。群雨、業雨などとも書く。地方によっては「鈍雨」（とんぺい）」とも呼ばれる。                                                            |
| 村時雨（むらしぐれ） | ひとしきり強く降っては通り過ぎて行く雨。降り方によって片時雨、横時雨、時間によって朝時雨、夕時雨、小夜時雨と分ける。                                          |
| 片時雨               | ひとところに降る村時雨。地雨性の村時雨。 |
| 横時雨               | 横殴りに降る村時雨。 |
| 涙雨                 | 涙のようにほんの少しだけ降る雨。また、悲しいときや嬉しいときなど、感情の変化を映した雨。                                                                      |
| 天気雨               | 晴れているにもかかわらず降る雨。 |
| 通り雨               | 雨雲がすぐ通り過ぎてしまい、降りだしてすぐに止む雨。 |
| スコール             | 短時間に猛烈な雨が降るさま。熱帯地方で雨を伴ってやってくる突然の強風に由来する。                                                                              |
| 大雨                 | 大量に降る雨（一般的な認識）。大雨注意報基準以上の雨（気象庁の定義）。                                                                                        |
| 豪雨                 | 大量に降る激しい雨（一般的な認識）。著しい災害が発生した顕著な大雨現象（気象庁の定義）。                                                                      |
| 雷雨                 | 雷を伴った激しい雨。普通は短時間に激しく雨が降る場合が多い。                                                                                                  |
| 風雨                 | 風を伴った激しい雨。 |
| 長雨                 | 数日以上降り続くような、まとまった雨。 |

季節による表現
| 春雨（はるさめ）     | 春にあまり強くなくしとしとと降る雨。 地雨性のしっとりとした菜種梅雨の頃の雨を指す。桜の花が咲くころは、花を散らせるので「花散らしの雨」とも呼ばれる。                 |
| 菜種梅雨             | 3月から4月ごろにみられる、しとしとと降り続く雨。 菜の花が咲くころの雨。特に三月下旬から四月にかけて、関東から西の地方で天気がぐずつく時期を指す。                     |
| 五月雨（さみだれ）   | かつては梅雨の事を指した。現在は5月に降るまとまった雨を指すこともある。 また、五月雨に対して、この梅雨の晴れ間を五月晴れというが、5月の爽やかな晴天をさすことがある。 |
| 走り梅雨             | 梅雨入り前の、雨続きの天候。 |
| 梅雨（ばいう、つゆ） | 地域差があるが5月 - 7月にかけて、しとしとと長く降り続く雨。 |
| 暴れ梅雨             | 梅雨の終盤に降る、まとまった激しい雨。「荒梅雨」とも言う。 |
| 送り梅雨             | 梅雨の終わりに降る、雷を伴うような雨。 |
| 帰り梅雨             | 梅雨明けと思っていたところに再びやってくる長雨。「返り梅雨」、「戻り梅雨」ともいう。                                                                                  |
| 緑雨                 | 新緑のころに降る雨。翠雨の一種。 |
| 麦雨                 | 麦の熟する頃に降る雨。翠雨の一種。 |
| 夕立                 | 夏によく見られる突然の雷雨。あるいは単に夏の俄雨を指す。午後、特に夕方前後に降ることが多い。白雨(はくう)ともいう。                                                    |
| 狐の嫁入り           | 夕立の、特に日が照っているのに降る雨をさす。天照雨（さばえ）などともいう。                                                                                            |
| 秋雨（あきさめ）     | 秋に降る、しとしとと降る雨。特に9月から10月にかけての長雨をさす。秋雨前線によって起こり、台風シーズンの特徴。秋霖（しゅうりん）。                                     |
| 秋時雨               | 秋の終わりに降る時雨。 |
| 秋入梅               | 秋雨。秋雨の入り。 |
| 液雨                 | 冬の初めの時雨。立冬から小雪のころの時雨。 |
| 寒九の雨             | 寒に入って（小寒を寒の入りという）9日目の雨。豊年の兆しとされる。 |
| 寒の雨（かんのあめ） | 寒の内（大寒から節分まで）に降る雨。 |
| 山茶花梅雨           | 11月から12月ごろにみられる、しとしとと降り続く雨。山茶花が咲くころの雨。                                                                                              |
| 氷雨                 | 冬に降る冷たい雨。雹や霰のことを指すこともある。 |
| 淫雨                 | 梅雨のようにしとしとと長く降り続き、なかなか止まない雨。 |

その他の区分からの表現
| 私雨（わたくしあめ） | ある限られた土地だけに降る雨。転じて個人の利得の意もある。                                 |
| 外待雨（ほまちあめ） | 局地的な、限られた人だけを潤す雨。                                                         |
| 翠雨（すいう）       | 青葉に降りかかる雨。時期によって緑雨、麦雨、草木を潤す雨という視点で甘雨、瑞雨と区別する。 |
| 甘雨（かんう）       | 草木を潤す雨。翠雨の一種。                                                                 |
| 瑞雨（ずいう）       | 穀物の成長を助ける雨。翠雨の一種。                                                         |
| 慈雨                 | 恵みの雨。少雨や干ばつのときに大地を潤す待望の雨。                                         |

比較的新しい雨に関する言葉も生まれている。明確な定義はないものの、微妙に異なった意味で使用されている。
| 集中豪雨             | 限られた場所に集中的に降る激しい雨（一般的な認識）。警報基準を超えるような局地的な大雨（気象庁の定義）。局地的豪雨。局地豪雨。 |
| ゲリラ雨・ゲリラ豪雨 | 限られた場所に短い時間集中的に降る、突然の激しい雨。                                                                           |
| 短時間強雨           | 短い時間に集中的に降る強い雨。                                                                                                 |
| ゲリラ雷雨           | 雷を伴ったゲリラ雨・ゲリラ豪雨。                                                                                               |

### レインガーデン

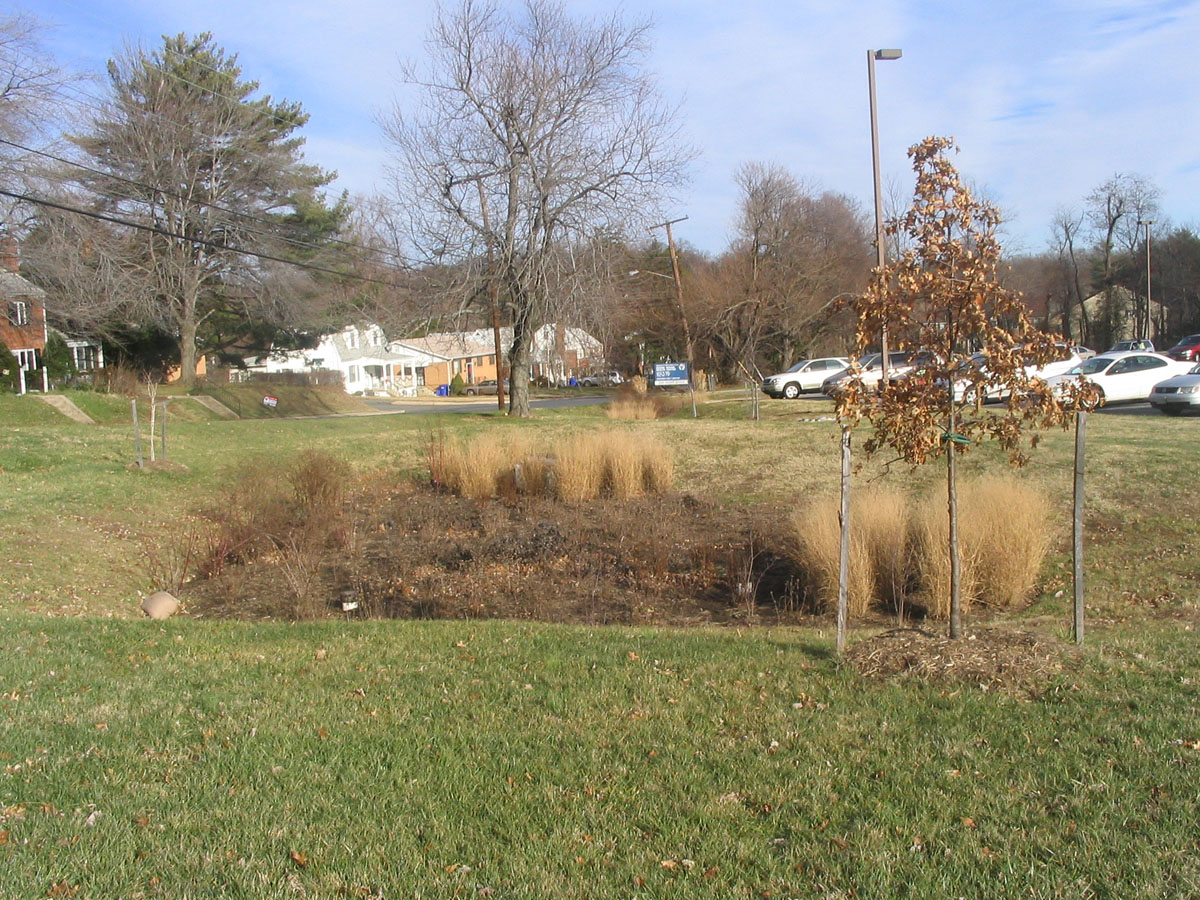
冬場のレインガーデン

レインガーデン（Rain gardens）とはバイオリテンション施設（bioretention facilities）とも呼ばれ、所謂ガーデン（庭園）というよりも、雨水が土壌に再吸収されるのを促進するために考案された様々な手法の1つである。また、汚染された雨水の流出を処理するために使用されることもある。レインガーデンは、不浸透面 (impervious) からの表面流出 (runoff) の流量、総量、汚染物質濃度の測定 (pollutant load) を減少させるように設計された外部空間である。都市部ならば屋根、歩車道、駐車場、小スペースの芝生エリアなどが活用される。
日本でも国や企業でもグリーンインフラと捉え、多くの試みがなされており、大成建設では「地上に降った雨水を下水道に直接放流することなく一時的に貯留し、ゆっくり地中に浸透させる構造を持った植栽空間」、鹿島建設でも「レインガーデンは降雨時に雨水を一時的に貯留し、時間をかけて地下へ浸透させる透水型の植栽スペース」として開発している。
レインガーデンは、植物と天然または人工の土壌培地を頼りに雨水を保持し、浸潤 (infiltration) のラグタイムを長くし、都市部の流出水が運ぶ汚染物質を浄化・濾過している。そして降った雨を再利用して最適化する方法を提供することで、追加の灌漑施設の必要性を低減または回避する。これは都市部のヒートアイランドの効果として知られる、熱を吸収する不浸透面を多く含む都市部で特に有効な緩和策である。雨の多い都市部ならば、降雨量の多い地区でも洪水が少ない場所を作ることができる。
レインガーデンの植栽には一般に野草、スゲ、イグサ科、シダ、低木、小木などの湿地の植生が活用される。これらの植物は、レインガーデンに流れ込む栄養分と水を取り込み、蒸散のプロセスを通じて地球の大気に水蒸気として放出させる。深い植物の根も、地面に濾過する追加チャネルを形成する。

## 地球以外の天体の雨
金星では、表面を覆う厚い硫酸の雲から硫酸の雨が降っている。しかし、地表が400℃を超える高温であるため、途中で蒸発してしまい地表には届かない。
土星の衛星のタイタンでは、-170℃の冷たい地表にメタンやエタンで構成される雨が降っており、川や湖のような地形も形成されていることが観測されている。
天王星や海王星では、ダイヤモンドの雨が降っていると考えられているが、海王星の方がダイヤモンドの雨の規模が大きいとされる。
太陽系外惑星でも、HD 189733 bでガラスの雨、WASP-76bで鉄の雨、K2-141bで岩石の雨など、惑星によってそれぞれ異なる物質の雨が降っていると考えられている。